# Foveaprimitiella
Foveaprimitiella is een geslacht van uitgestorven kreeftachtigen uit de klasse van de Ostracoda (mosselkreeftjes).

## Soort
- Foveaprimitiella dactyloscopia Schallreuter, 1972 †